# Byrambudi, Arsikere
Byrambudi là một làng thuộc tehsil Arsikere, huyện Hassan, bang Karnataka, Ấn Độ.